# Synagoge (Laufersweiler)

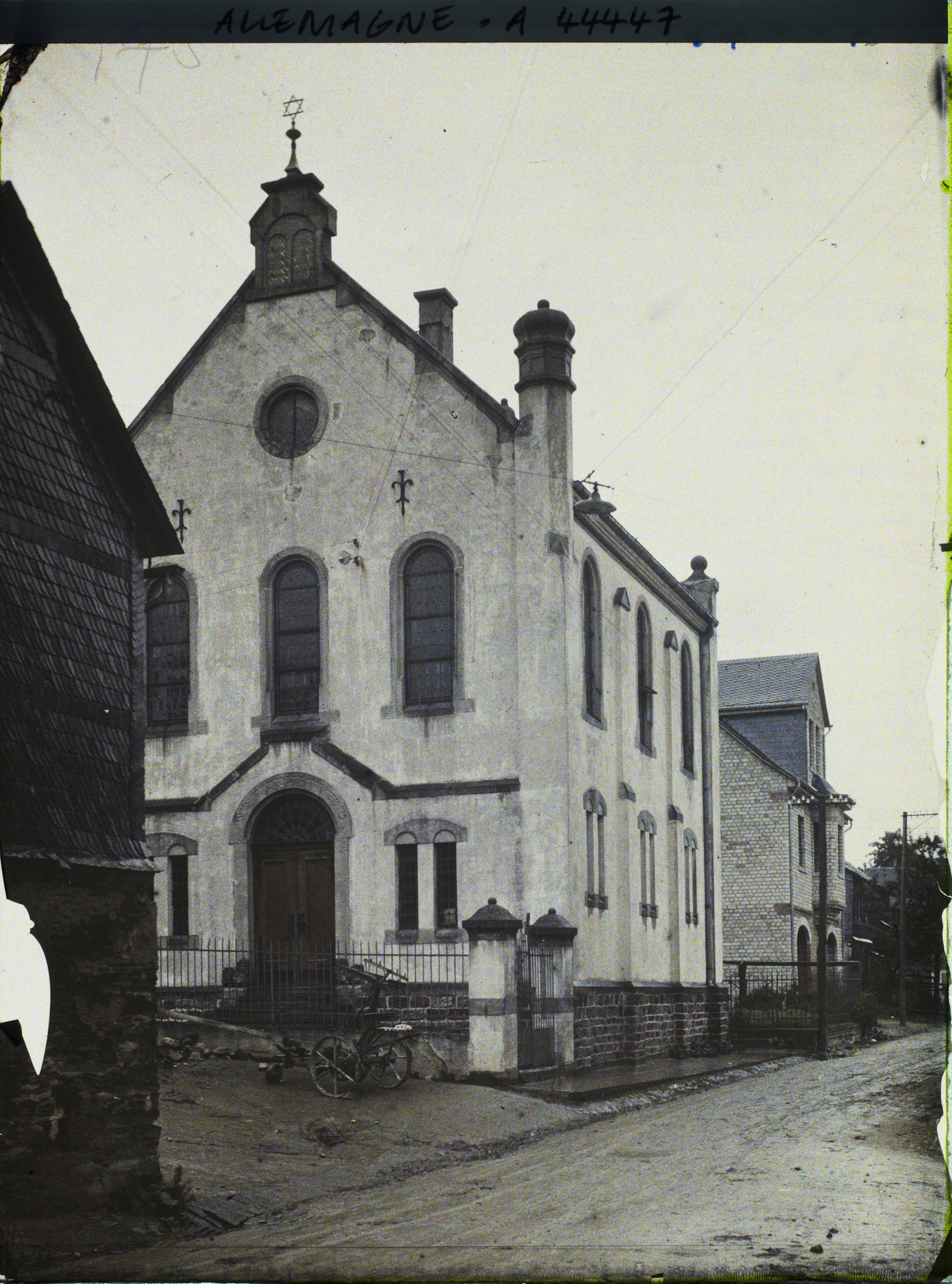
Aufnahme aus den Archiven des Planeten (1924)

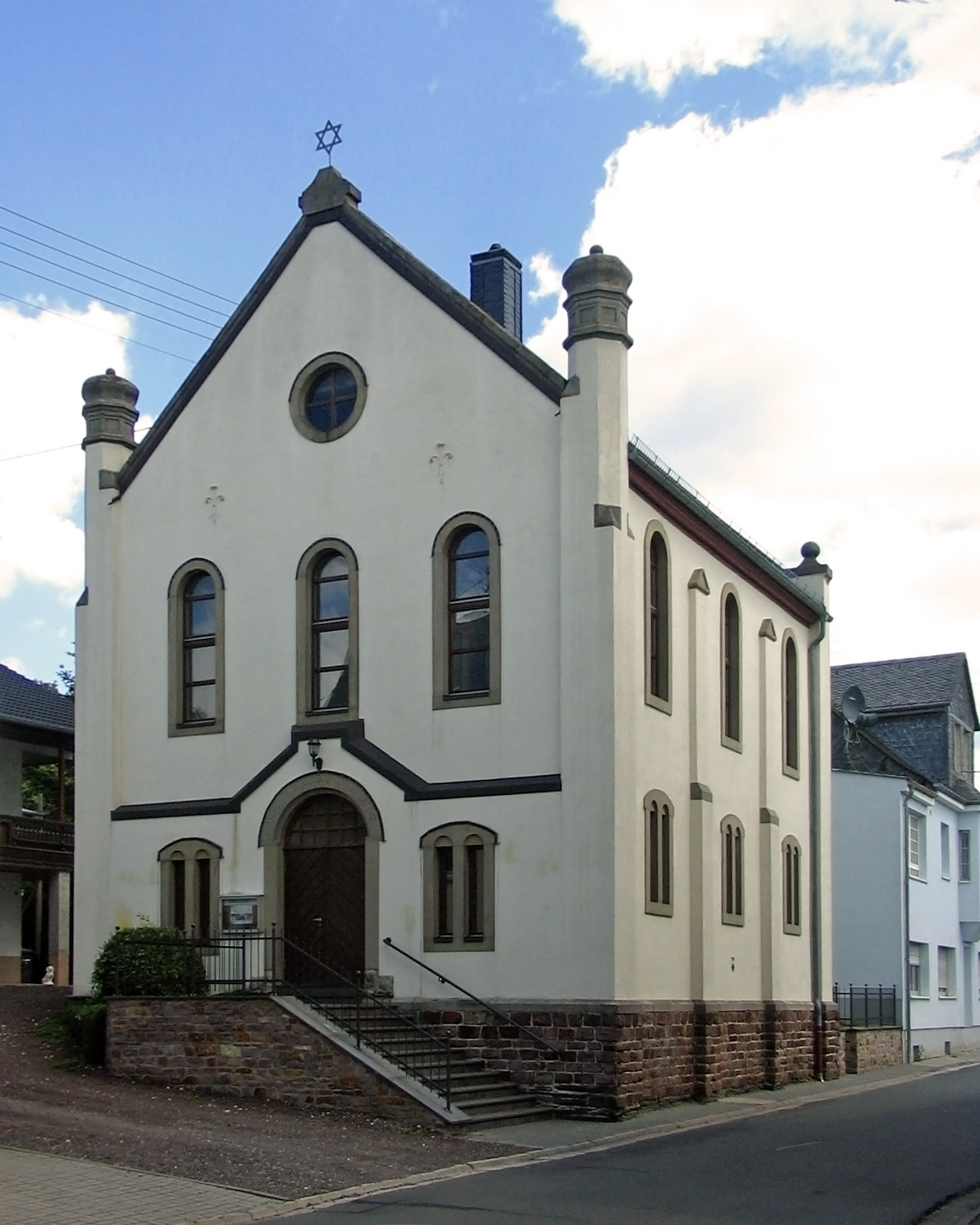
Ehemalige Synagoge in Laufersweiler

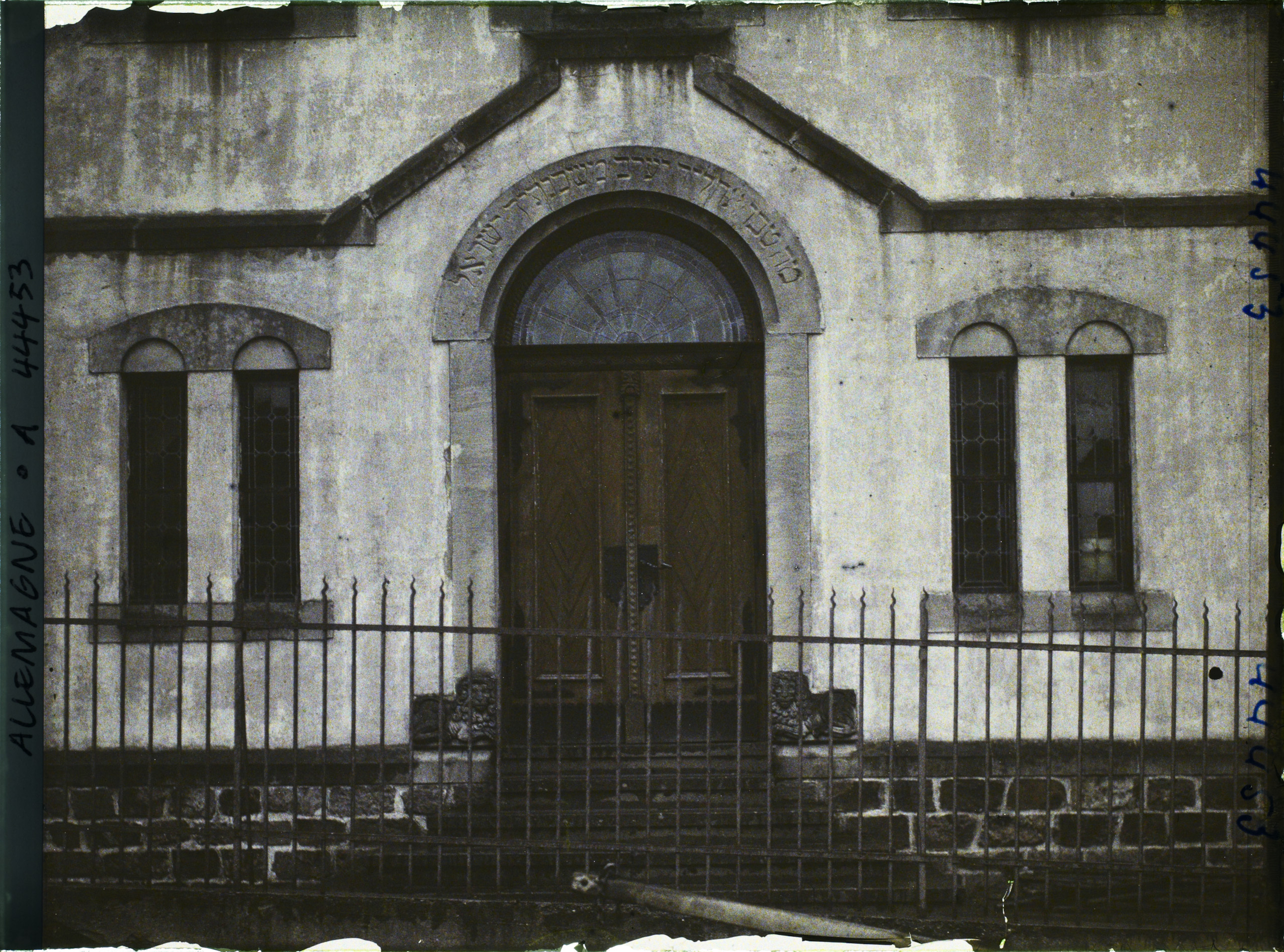
Portal 1924 (Archive des Planeten)

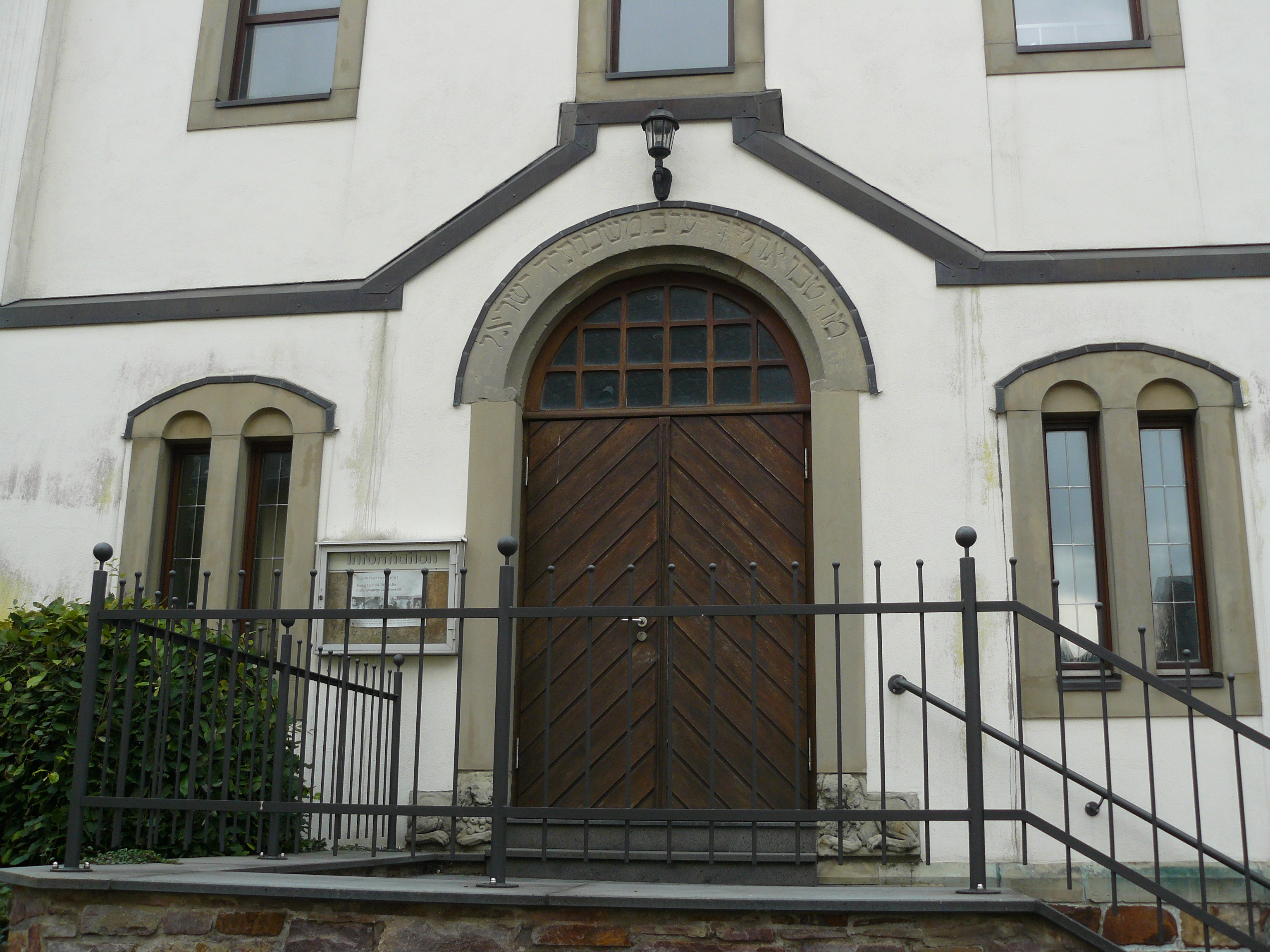
Portal 2008

Die Synagoge in Laufersweiler, einer Ortsgemeinde im Rhein-Hunsrück-Kreis in Rheinland-Pfalz, wurde 1910/11 erbaut. Sie befindet sich in der Kirchgasse 6. Im Jahr 1985 wurde die Synagoge unter Denkmalschutz gestellt.

## Geschichte
Eine ältere Synagoge, die vermutlich nach 1825 erbaut wurde, ist bei einem Brand 1839 vernichtet worden. Daraufhin wurde von 1840 bis 1844 eine neue Synagoge errichtet. Als sie baufällig wurde, errichtete die jüdische Gemeinde Laufersweiler 1910/11 nach Entwürfen des Hirschfelder Baumeisters Nikolaus Elz eine neue Synagoge, die am 1. und 2. Juni 1911 eingeweiht wurde.
Beim Novemberpogrom 1938 wurde die Synagoge von SA-Männern aus Laufersweiler und Umgebung im Innern völlig verwüstet, wegen der Gefahr für die Nachbarhäuser jedoch nicht in Brand gesteckt.
Im September 1955 kaufte die Gemeinde Laufersweiler die ehemalige Synagoge. Im Erdgeschoss wurde eine Wäscherei und Gefrieranlage eingebaut, im Untergeschoss entstand ein Unterrichtsraum. Heute befindet sich in der renovierten ehemaligen Synagoge ein Museum für die jüdische Geschichte des Hunsrücks.

## Architektur
Die Synagoge im Stil des Historismus ist ein zweigeschossiger Massivbau mit einer Länge von 11,70 m und einer Breite von 9,80 m. Die südliche Längsseite zur Kirchgasse besitzt im Obergeschoss drei einfache und im Untergeschoss drei gekuppelte Rundbogenfenster. Die nördliche Seitenfront weist zwei einfache und zwei gekuppelte Rundbogenfenster auf. Das Gebäude hat Lisenen in den Längsfronten, die turmartig über das Traufgesims hinausragen, und an der Westseite steinerne Aufsätze in Schweifhaubenform auf einem kassettierten, achteckigen Sockel. Ein Davidstern bekrönt den Westgiebel.